# قاسم مشترك أكبر
في الرياضيات، القاسم المشترك الأكبر (بالإنجليزية: Greatest common divisor)‏ لعددين كما يدل على ذلك اسمه هو أكبر عدد يقسم في نفس الوقت العددين معاً بدون أي باقي قسمة، فمثلاً القاسم المشترك الأكبر للعددين 48 و 60 هو 12.
يمدد هذا المفهوم إلى متعددات الحدود (من أجل ذلك انظر القاسم المشترك الأكبر لمتعددتي حدود) وإلى حلقات تبادلية أخرى.

## نظرة شاملة
القاسم المشترك الأكبر (GCD) لعددين صحيحين غير صفريين a وb هو أكبر عدد صحيح موجب d بحيث يكون d قاسمًا لكل من a وb; أي أن هناك أعدادًا صحيحة e وf بحيث تكون a = de وb = df، وd هو أكبر عدد صحيح من هذا القبيل. يعرف GCD لـ a وb عمومًا بـ {\displaystyle {\mathcal {}}gcd(a,b)}.

### اختزال الكسور
يستعمل القاسم المشترك الأكبر في اختزال الكسور. على سبيل المثال، القاسم المشترك الأكبر ل 42 و 56 هو 14، إذن :
{\displaystyle {42 \over 56}={3\cdot 14 \over 4\cdot 14}={3 \over 4}.}
عددان هما أوليان فيما بينهما إذا كان قاسمهما المشترك الأكبر مساويا ل1. على سبيل المثال، 9 و 28 هما عددان أوليان فيما بينهما.

## طريقة الحساب

### استعمال التعميل إلى جداء أعداد أولية
يمكن حساب القاسم المشترك الأكبر لعددين كما في المثال التالي:
نأخذ كمثال العددين 6 و3 ونبحث عن قاسمهما المشترك الأكبر.
1. نكتب العددان على شكل جداء عوامل أولية.
  1. 3=1x3
  2. 6=2x3
2. نختار الآن العوامل المشتركة ( لأنه قاسم سوف نختار الأعداد المشتركة ) ذات الأس الأصغر ( لأنه أكبر * قاسم مشترك أكبر ) .
3. العوامل المشتركة ذات الأس الأصغر هي 3 . إذا ق.م.أ ( 6,3 ) = 3

### استعمال خوارزمية اقليدس
نقسم العدد الأكبر على الأصغر ثم نأخذ باقي القسمة مع العدد الأصغر الناتج ونعيد العملية مع هذين العددين الجديدين حتى نحصل على باقي هو الصفر فيكون العدد الأصغر هو القاسم المشترك الأكبر

## خصائص
- كل قاسم مشترك لعددين a وb هو قاسم لقاسمهما المشترك الأكبر {\displaystyle {\mathcal {}}gcd(a,b)}.
- إذا كان a يقسم جداء b·c، وكان {\displaystyle {\mathcal {}}gcd(a,b)=d}، عندها a/d يكون قاسم للعدد c.
- {\displaystyle {\mathcal {}}gcd:greatest\ common\ divisor}